# Tritonal
O tritonal é uma substância explosiva prateada e solida, que consiste numa mistura de 80% TNT e 20% de pó de alumínio, usada em vários tipos de armas. Tem uma densidade na ordem dos 1.73 g / cm³, sendo que, no que toca à solubilidade e ao ponto de fusão, exibe propriedades similares às do TNT sem aditivos.
O pó de alumínio, especialmente se for de dimensões micrométricas ou nanométricas, melhora a potência explosiva do trinitrotolueno - isto é, a velocidade a que o explosivo desenvolve a máxima pressão detonativa - ao aumentar a temperatura e, por conseguinte, a onda de impacto explosivo. O tritonal é, aproximadamente, 18% mais potente do que o TNT sem aditivos.
As proporções de TNT e alumínio são apuráveis mediante a dissolução do composto nitroglicérico em benzeno e na subsequente pesagem do soluto residual de alumínio.
Os âmbitos de aplicação mais importantes deste explosivo, são as bombas aéreas, como a GBU-43/B Massive Ordnance Air Blast ou a Mark 82 . Além do mais, o tritonal também é usado na destruição de fosgénio, mercê das grandes temperaturas que é capaz de gerar.